# Cimetière du Nord (Rouen)
Pour les articles homonymes, voir cimetière du Nord.
Le cimetière du Nord est un cimetière de la ville de Rouen, situé à l'est du cimetière monumental. 

## Historique
Ce cimetière a été mis en service le 15 juillet 1880, en remplacement du cimetière de la Jatte situé à l'est de la place du Boulingrin. Il est affecté initialement aux personnes décédées dans les paroisses de la Cathédrale, Saint-Ouen, Saint-Nicaise, Saint-Vivien et Saint-Hilaire, ainsi qu'aux protestants domiciliés sur la rive droite. À partir de 1885, les personnes décédées dans la section Est de la paroisse Saint-Romain le sont aussi.
Il possède un calvaire et des tombes de soldats allemands.

## Personnalités enterrées
- Juliette Billard (1889-1975), première femme architecte de France.
- Roger Blondel (1912-1981), sculpteur sur pierre, il a participé à la restauration de plusieurs monuments rouennais.
- Michel Guéret (1911-2001), hôtelier restaurateur, un des fondateurs de l'Ordre des Canardiers.
- Pierre Le Trividic (1898-1960) artiste peintre, décorateur et illustrateur.
- Maurice Louvrier (1878-1954), artiste peintre, collaborateur de Rouen Gazette.
- Ernest Morel (1854-1918), publiciste, rédacteur en chef de la Dépêche de Rouen.
- Marc Venard (1929-2014), historien, membre de l'Académie de Rouen.